# Mohsen Saleh
Mohsen Saleh (en arabe : محسن صالح), né le 22 juin 1949, est un footballeur
égyptien reconverti en entraîneur.